# Moment (Vivian or Kazumaの曲)
「moment」（モーメント）は、Vivian or Kazumaの1枚目のシングルである。2003年1月29日発売。
本項では、同年4月23日に発売された「moment remixes」についても記載する。

## moment
ビビアン・スー（Vivian）と遠藤一馬（Kazuma）により結成されたVivian or Kazumaのシングル。レーベルゲートCDでリリース。『機動戦士ガンダムSEED』の第二期オープニングテーマとして起用された。
初回限定盤にはオリジナルガンダムウォーのカードが封入された。

### 批評
CDジャーナルは、「『機動戦士ガンダムSEED』のテーマ曲へも起用中。ヴィヴィアン・スーと元シャム・シェイドのカズマがユニットを結成し、シングルを発売。往年のシャム・シェイド節を親しみすく唄うヴィヴィアンと、力強くサポートしてゆくカズマ。デジタルなシャム風スタイルの楽曲だ。」と評した。

### 収録曲
1. moment [4:11]
作詞：Vivian or Kazuma、作曲・編曲：土橋安騎夫
MBS・TBSテレビ系アニメ「機動戦士ガンダムSEED」オープニング・テーマ
2. Darling♥Honey [4:22]
作詞：Vivian or Kazuma、作曲・編曲：土橋安騎夫
2002年10月15日に行われたファーストライブで次曲「星に願いを」と共に披露された。
3. 星に願いを [4:55]
作詞：Vivian or Kazuma、作曲：Kazuma、編曲：土橋安騎夫

### 収録アルバム
- 機動戦士ガンダムSEED COMPLETE BEST （#1）

## moment remixes
同年1月に発売された「moment」のリミックス集。

### 収録曲
1. moment(B4 ZA BEAT Remix:shusaku{dj shu}ichikawa)
2. moment(CRUDE REALITY Remix)
3. moment(サワサキヨシヒロ!Remix)
4. moment(MAF Remix:MYSTIC ART FIELDS)
5. moment(INSTRUMENTAL)